# Hottenrode

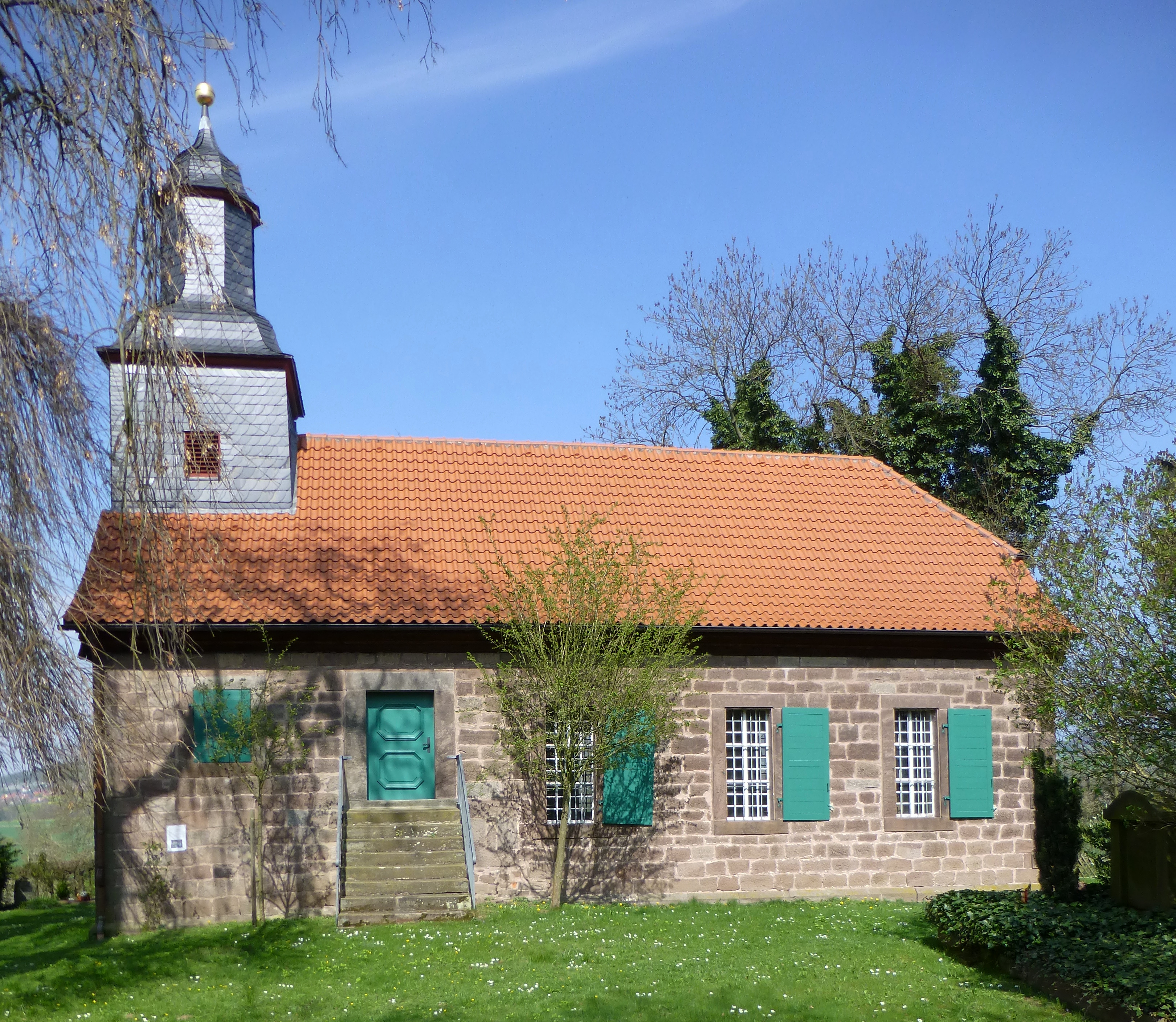
Die Kirche in Hottenrode

Hottenrode ist eine Wüstung in der Gemeinde Friedland im Landkreis Göttingen am Dreiländereck von Niedersachsen, Hessen  und Thüringen.

## Lage
Sie liegt rund 1 km südlich von Friedlands Ortsteil Niedergandern, 1 km nördlich vom thüringischen Hohengandern und 2 km nordöstlich vom hessischen Bahnhof Eichenberg in Neu-Eichenberg. Die Gemarkung befindet sich im Tal der Leine, der Hottenbach mündet in Niedergandern in diese. Die höchste Erhebung sind die 252 Meter hohen Schmiedeköpfe unmittelbar am Dreiländereck. Die Kreisstraße 23 führt von Niedergandern unmittelbar durch die ehemalige Ortslage nach Hohengandern.

## Geschichte
Eine erste schriftliche Erwähnung für den Ort Hattenroth gibt es für das Jahr 1055. Spätere Erwähnungen liegen für das Jahr 1313 (Hattenrode) und 1472 (Hottenrode) vor. Der Ort besaß schon sehr früh eine Kirche, das Patronat hatten zuerst die Herren von Bodenhausen und von Kerstlingerode, später besaßen es die Herren von Hanstein. 1312 nannte sich ein Johannes von Hottenrode. In der Zeit der Gegenreformation kam es zu Auseinandersetzungen zwischen Kurmainz und den Herzögen von Braunschweig um die Religionszugehörigkeit von Hottenrode, für das Jahr 1597 sind sogar militärische Aktionen nachgewiesen. In einem Recess von 1622 erkannte Kurmainz die Zugehörigkeit zum Herzogtum Braunschweig an. Das Dorf ist vermutlich im Zusammenhang mit dem Dreißigjährigen Krieg wüst geworden.
Erhalten geblieben ist lediglich die Kirche Hottenrode, die noch heute für einzelne Gottesdienste genutzt wird, und der Friedhof. 1867 wurde die durch die Gemarkung führende Bahnstrecke Arenshausen-Friedland eröffnet, die den Bahnverkehr von Halle über Nordthüringen nach Hannover verband. Diese Strecke wurde aber bereits 1884 wieder zugunsten der Bahnstrecke Halle–Hann. Münden über den Bahnhof Eichenberg stillgelegt. Im 19. Jahrhundert entstand hier eine Ziegelei, die einen eigenen Gleisanschluss hatte und etwa Mitte des 20. Jahrhunderts aufgegeben wurde. Dazu gehörte eine noch heute genutzte Tongrube, die unmittelbar im Eichenberger Grabenknoten liegt und Gesteine des Steinmergel-Rhätkeupers und des Schwarzjura beherbergt.